# Lijst van Kerkradenaren
Dit is een alfabetische lijst van Kerkradenaren. Het betreft personen uit de Nederlandse plaats Kerkrade, die daar zijn geboren en een artikel hebben op Wikipedia.

## In Kerkrade geboren
- Marjo van Agt (1958), atlete
- Dieudonné Akkermans (1962), politicus
- Frans van Balkom (1939-2015), voetballer
- Tim Blättler (1994), voetballer
- Wiel Bremen (1925–2014), politicus
- Joshua Brenet (1994), voetballer
- André Broeks (1954), voetballer
- Werner Buck (1925–2010), politicus
- Wiel Coerver (1924–2011), voetbaltrainer
- Marc Cornelissen (1968-2015), poolreiziger
- Petra Dassen-Housen (1972), politica
- Régis de la Haye (1945), theoloog, kerkhistoricus, archivaris, publicist
- Sieb Dijkstra (1966), voetballer
- Piet Engels (1923-1994), politicus
- Sjarel Ex (1957), kunsthistoricus
- Titia Ex (1959), kunstenares
- Jozef Fanchamps (1912–1982), architect
- Hens Fischer (1939-2019), voetballer
- Piet Giesen (1945), voetballer
- Marianne van der Heijden (1922–1998), kunstenares
- Willem Hoefnagels (1929–1978), politicus
- Wil Houben (1954), politicus
- Hub Hubben (1946-2025), journalist, grafisch vormgever en schrijver
- Roy Jakobs (1974), bestuurder
- Janine Kitzen (1978), zangeres
- Ger Kockelkorn (1943), politicus
- Ralf Krewinkel (1974), politicus
- Wiel Kusters (1947), dichter en letterkundige
- Gerd Leers (1951), politicus
- Jo van der Mierden (1948), voetballer
- Jörg Müller (1969), autocoureur
- Anya Niewierra (1964), schrijfster en directeur
- Mitchel Paulissen (1993), voetballer
- Sandra Phlippen (1978), econoom
- Franck Ploum, (1968), theoloog en voorganger
- Vivian Ruijters (1971), atlete
- Hein Simons (1955), zanger en acteur
- Jan Theelen (1939-2022), muzikant, arrangeur en producer
- Yvonne Timmerman-Buck (1956), politica
- Ralph Lambertz (1957), beeldhouwer
- René Trost (1965), voetballer en voetbaltrainer
- Pierre Vermeulen (1956), voetballer
- Ger Vos (1944), dirigent en muziekpedagoog
- Milan van Waardenburg (1994), Nederlands zanger en (musical)acteur
- Frans Wiertz (1942), bisschop van Roermond
- Jozef Weidmann (1899-1962), missionaris in Suriname
- Thijs Wöltgens (1943–2008), politicus

Alkmaar · 
Almelo ·
Almere · 
Alphen-Chaam · 
Alphen aan den Rijn ·
Amersfoort · 
Amstelveen · 
Amsterdam · 
Apeldoorn · 
Arnhem · 
Assen ·
Baarn · 
Bergen op Zoom · 
Bilthoven · 
Bolsward · 
Boxtel · 
Breda · 
Bredevoort · 
Brunssum · 
Bussum · 
Delft ·
Den Haag ·
Den Helder · 
Deurne · 
Deventer · 
Doetinchem ·
Dokkum · 
Dordrecht · 
Drachten · 
Ede · 
Eindhoven · 
Emmen · 
Enschede · 
Franeker · 
Geleen · 
Gouda · 
Groenlo ·
Groningen · 
Haarlem · 
Harlingen ·  
Heemstede · 
Heerenveen · 
Heerlen · 
Helmond · 
Hengelo · 
's-Hertogenbosch · 
Hilversum · 
Hoogeveen · 
Hoorn · 
Horst ·
Kampen · 
Kerkrade · 
Leerdam · 
Leeuwarden · 
Leiden · 
Lelystad · 
Maastricht · 
Meppel ·  
Middelburg  ·
Nijkerk · 
Nijmegen · 
Oldenzaal · 
Ommen · 
Oss · 
Rijswijk (Zuid-Holland) · 
Roosendaal · 
Rotterdam · 
Schiedam · 
Sittard · 
Sittard-Geleen · 
Sneek · 
Soest · 
Stadskanaal · 
Tegelen · 
Tiel · 
Tilburg · 
Urk · 
Utrecht · 
Veenendaal · 
Veghel · 
Venlo · 
Venray · 
Vlaardingen · 
Vlissingen · 
Wageningen · 
Warnsveld · 
Weert · 
Winschoten · 
Woerden · 
Zeist · 
Zierikzee · 
Zoetermeer · 
Zutphen · 
Zwolle